# كلبايكان
كلبايكان، جرفادقان، گلبادگان، وردپاتکان، غلبايغان (بالفارسية: گلپایگان) هي مدينة إيرانية في محافظة أصفهان، وتبعد عن مدينة أصفهان 145 كیلومتر. يقدر عدد سكانها بـ 47,849 نسمة وترتفع عن سطح البحر 1,830 متر.
مسجد وجامع هذه المدينة گلبایگان (گلپایگان)، كما وردت في گلپایگان، هي مدينة في غرب وسط إيران، على بعد 90 ميلا (145 کیلومتر) شمال غرب مدينة أصفهان. ووفقا لتعداد عام 1986، كان عدد سكانها 35253. هذه المدينة تشتهر به السجاد الفارسي الجميل.
گلبادگان، هي مدينة ذات ثقافة عريقة، دفعت «سمره» (هما) بنت بهمن، مسمی «چهرآزاد»، من السلسلة الکیانیه، والتي کان في الأصل اسمها وردباتکان (حدیقه الزهور)
التجربة الحية في هذه المدينة القديمة خلال كياني، العصر الحجري القديم الأوسط وأصوات جديدة. ويأتي تحقيق هذه المطالبة الأدلة التي تثبت الكائنات حجر (مکتوبات ونقوش فی الحجر) مثل العصي والرماية واسو هو أقدم والأدوات التقليدية... .
گلپایگان تشتهر منتجات الألبان وشعبها السفر إلى لطعم الكباب گلپایگان لهم لذيذة. نحت الخشب أيضا شعبية في هذه المدینة.
وتقع هذه البلدة في شمال غرب المقاطعة. في الشمال هو المركزي (وسط) مقاطعة، في حين تقع في غرب محافظة لرستان. إلى الجنوب هي من المدن خوانسار، ونجف آباد. في الاتجاه الشرقي أنها تقع ضمن حدود أباد النجف وأصفهان.
مسجد وجامع لهذه المدينة هو واحد من الهياكل الحيوية والتاريخية، تتعلق القرن الهجري السادس، من بقايا السلجوقي (سلجوقیة).
گلپایگان، مدینه السجادات وگلپایگان يعني مدینة الزهور.

## أعلام
- ابوالفضل علايي
- محمد رضا الكلبيكاني
- لطف الله الصافي الكلبايكاني
- جمال الدين الكلبايكاني
- حسين سلامي